# Rote Schlauchpflanze
Die Rote Schlauchpflanze (Sarracenia purpurea) ist eine fleischfressende Pflanzenart aus der Familie der Schlauchpflanzengewächse (Sarraceniaceae). Sie ist in Nordamerika von Kanada bis Florida weitverbreitet.

## Beschreibung und Ökologie

### Vegetative Merkmale
Die Rote Schlauchpflanze gilt in stammesgeschichtlicher Hinsicht als die ursprünglichste Schlauchpflanze. Dies erklärt auch einige ihrer besonderen Charakteristika.
Sie fängt ihre zumeist aus Insekten bestehende Beute in mit Regenwasser gefüllten Schläuchen. Sie hat im Gegensatz zu anderen Schlauchpflanzen keinen Deckel über dem Schlaucheingang, sammelt also Regenwasser.
Die Rote Schlauchpflanze produziert im Gegensatz zu ihren Verwandten deutlich weniger Verdauungsenzyme und ist daher bei der Auflösung ihrer Beutetiere auf die Hilfe von im Regenwasser lebenden Bakterienkulturen angewiesen. Ein Entkommen gefangener Insekten verhindern abwärts gerichtete Haare in den Schläuchen sowie die sehr glatte Oberfläche der unteren Schlauchzone. Wie alle Schlauchpflanzen lockt sie ihre Beute auch mit süßem Nektar sowie ihrer attraktiven Farbgebung an. Trotz der „einfachen“ Bauweise der Falle ist sie sehr erfolgreich beim Beutefang. Da die Schläuche der Roten Schlauchpflanze vorwiegend terrestrisch ausgerichtet sind, besteht ihr Beutespektrum eher aus bodenbewohnenden Insekten und anderen Kerbtieren. Ein einzelner Schlauch kann eine Länge von 30 Zentimetern erreichen. Die Schläuche sterben den Winter über nicht ab.
Die Chromosomenzahl beträgt 2n = 26.

## Bilder

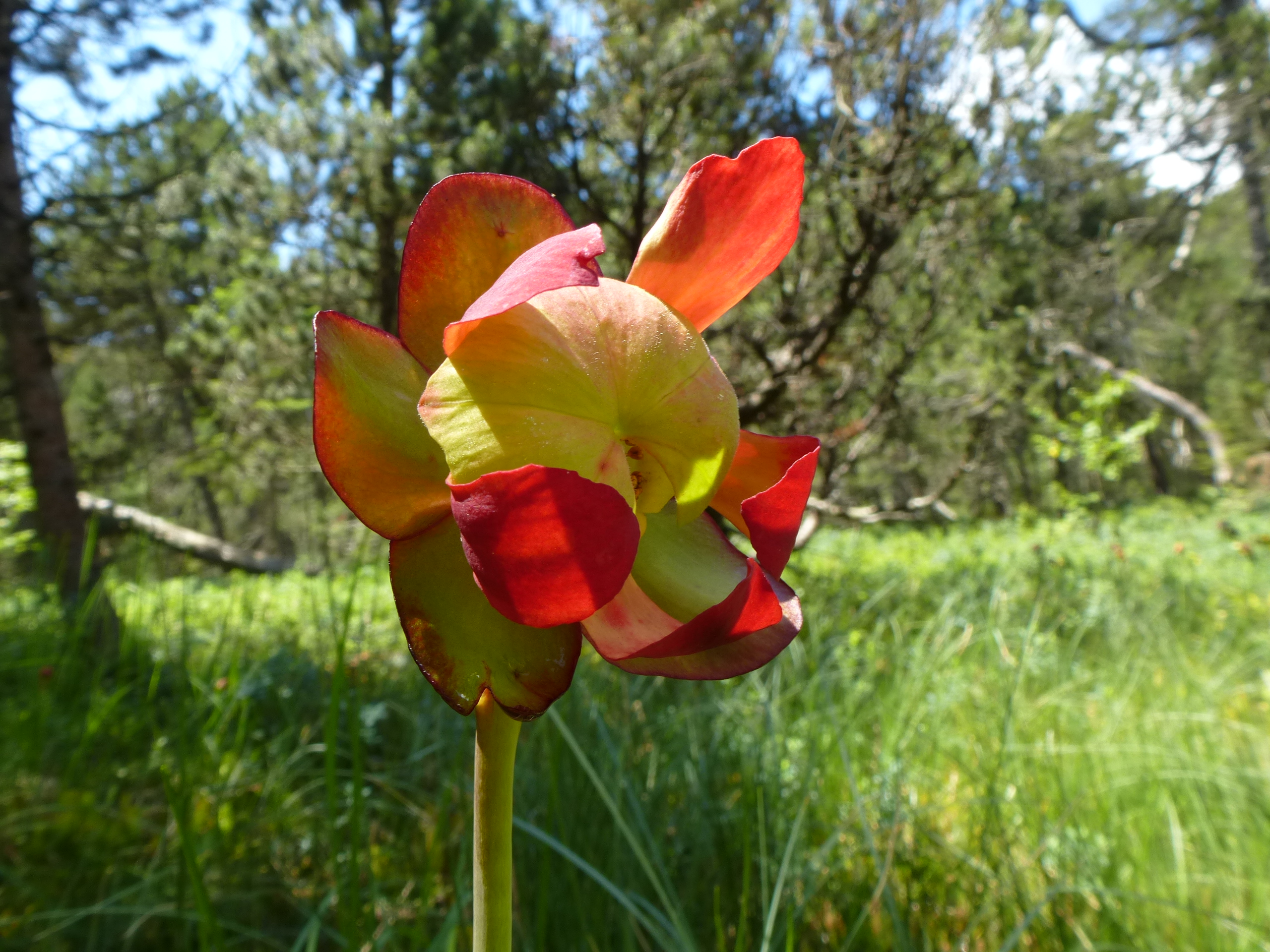
Blütenstand von Sarracenia purpurea ssp. purpurea im blühenden …
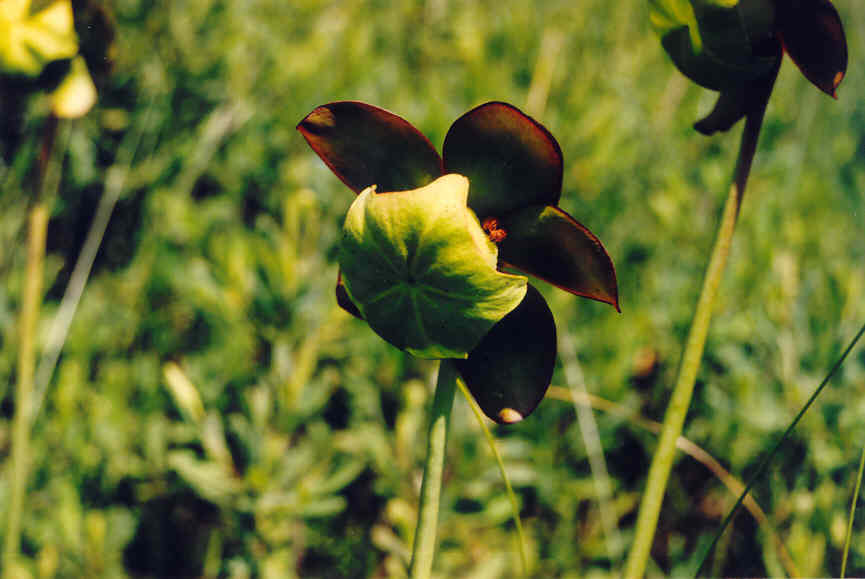
… und im abgeblühten Zustand
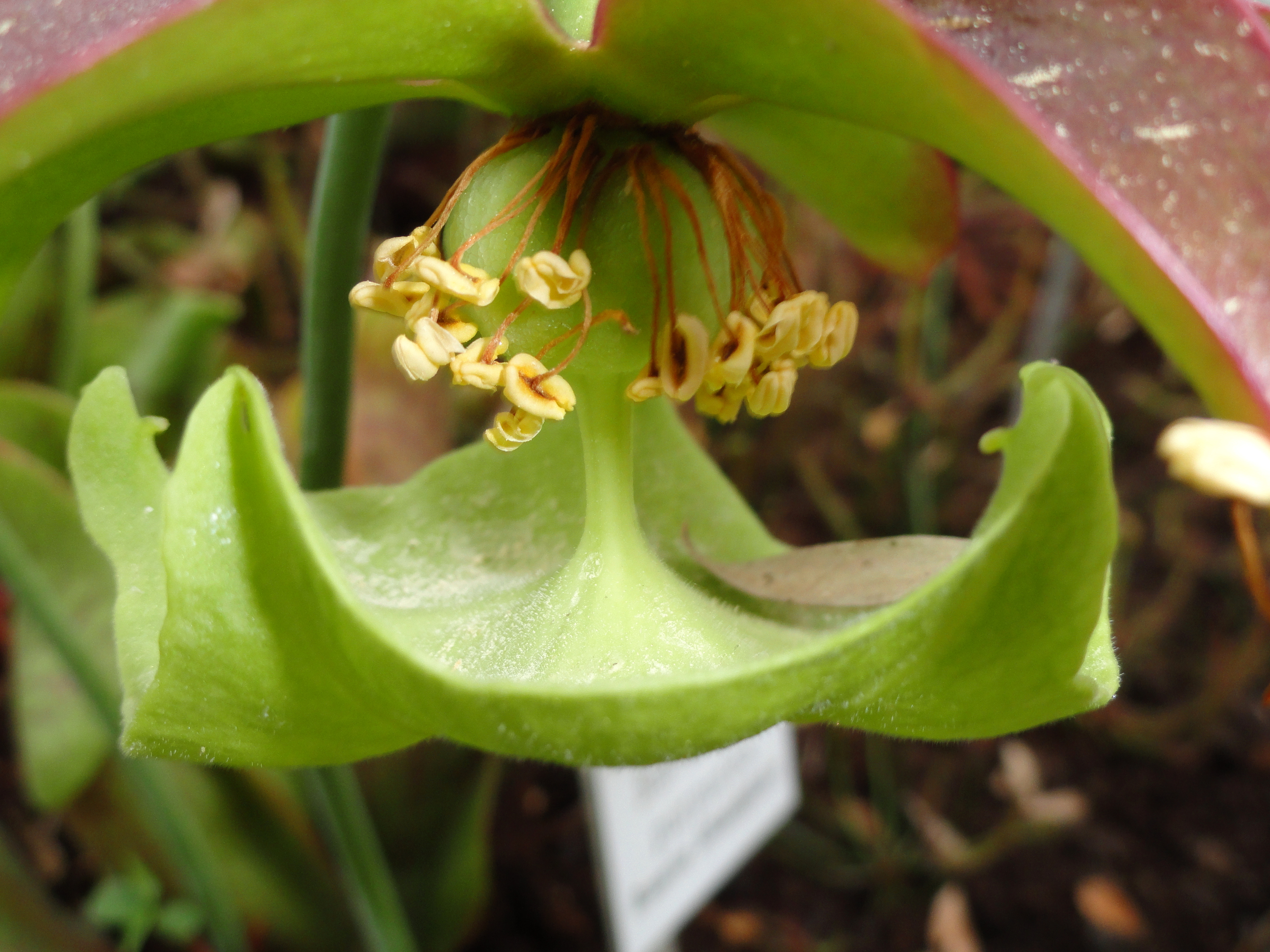
Sarracenia purpurea mit regenschirmartigem, blattförmigem Griffel unter deren Spitzen die hakenförmigen Narben sitzen

## Verbreitung

Natürliches Verbreitungsgebiet der Unterarten der Roten Schlauchpflanze, in rot das Areal von Sarracenia purpurea ssp. purpurea, in grün jenes von Sarracenia purpurea ssp. venosa.

Sarracenia purpurea besitzt das größte Verbreitungsgebiet aller Schlauchpflanzen-Arten. Im südlichen Verbreitungsgebiet (der Süden von New Jersey bis in den Nordosten von Florida) findet man die Unterart Sarracenia purpurea subsp. venosa (in englischer Sprache als Southern (Purple) Pitcher Plant bezeichnet) – sie bildet im Vergleich dickere und stärker behaarte Schläuche aus, diese Unterart ist nur noch bedingt winterhart.
Die geographische Trennung der Unterarten ist durch die südlichste Ausdehnung der pleistozänen Vergletscherung entlang des nördlichen Maryland und südlichen Delaware definiert. Während Sarracenia purpurea ssp. purpurea die vormals vergletscherten Regionen besiedelt, wächst Sarracenia purpurea ssp. venosa auf den damals eisfreien.

### Neophyt
In mehreren Fällen wurde die Rote Schlauchpflanze von Pflanzenliebhabern an passenden Standorten außerhalb ihres natürlichen Verbreitungsgebietes angesalbt. Einige dieser Standorte sind naturalisiert, der älteste bekannte im Schweizer Jura ist rund einhundert Jahre alt. Neben diesem finden sich Ansalbungen auch in Deutschland in Mittelfranken (dreißig Jahre alt), in der Lausitz (dreißig Jahre alt), in Nordrhein-Westfalen und im Bayerischen Wald. Die Vorkommen gelten als vital, die Pflanzen erreichen Größen von bis zu 45 Zentimetern und einen Deckungsgrad von bis zu 50 %. Da die Rote Schlauchpflanze eine Konkurrenz für heimische Moorarten darstellt, wurde sie in Deutschland 2013 auf die Schwarze Liste invasiver Arten (Frühwarnliste) gesetzt. und bei Pflegemaßnahmen entfernt.
Weitere Ansalbungen finden sich in Europa in Irland, im englischen Lake District, in Schweden sowie in den USA an der Küste des kalifornischen Mendocino County.

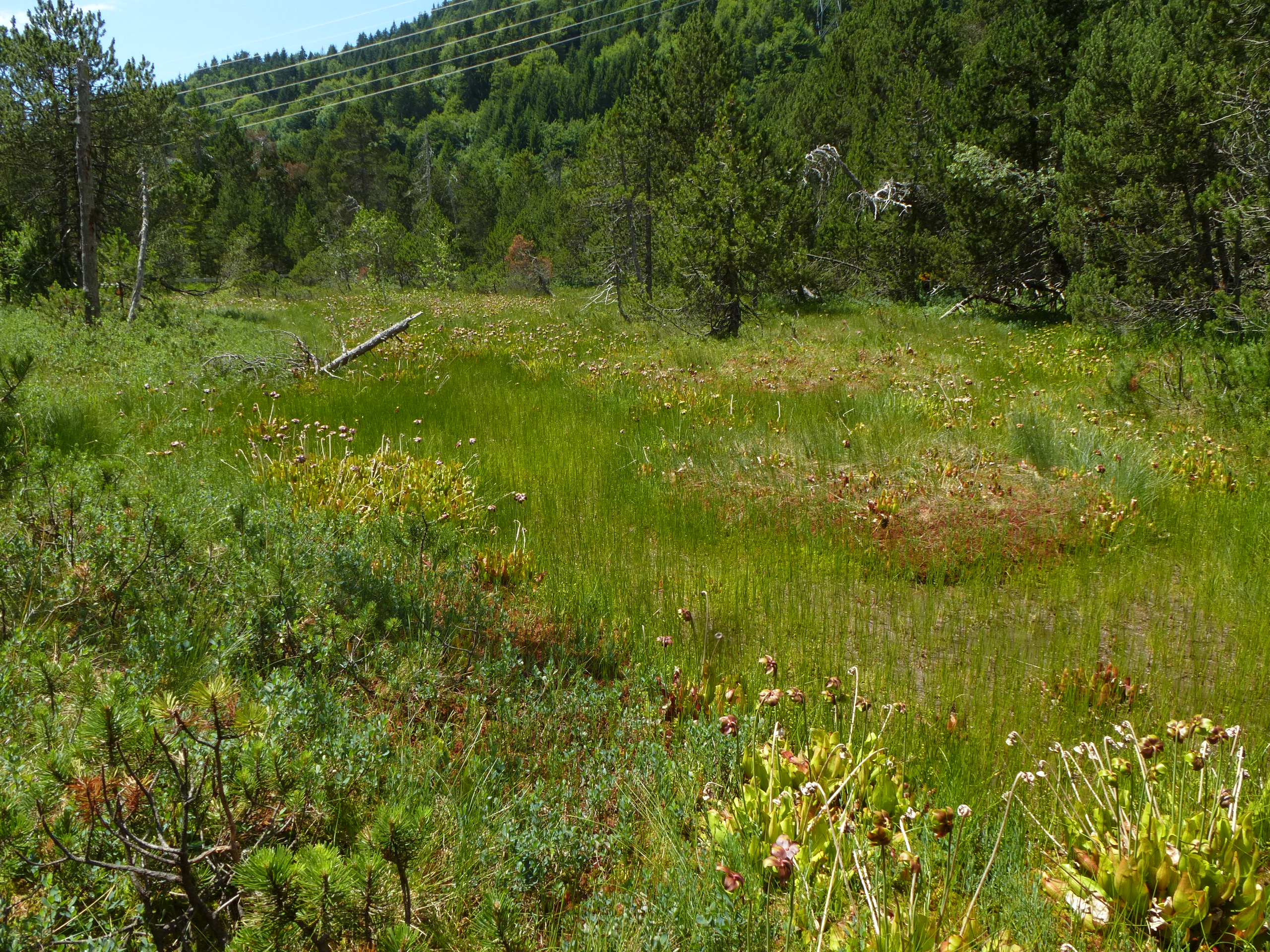
Angesalbte Sarracenia purpurea ssp. purpurea in einem Hochmoor

## Systematik

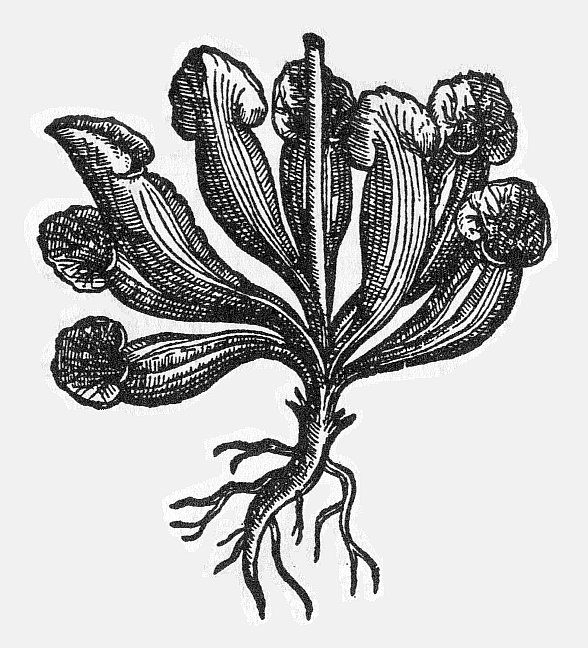
Clusius' „Limonium peregrinum“, 1601

Bereits 1601 beschrieb Clusius, begleitet von der ersten Abbildung der Art und zugleich einer der frühesten einer Schlauchpflanze überhaupt, in seinem Rariorum plantarum historia eine Rote Schlauchpflanze als Limonium peregrinum, sah in ihr also unzutreffenderweise eine Strandflieder-Art. Die Erstveröffentlichung von Sarracenia purpurea erfolgte 1753 durch Carl von Linné.
Die 2001 von der Roten Schlauchpflanze als eigenständige Art abgetrennte Sarracenia rosea wird einheitlich nicht akzeptiert und gilt wie bisher als Varietät burkii der Unterart venosa.
In der Gattung Sarracenia stellt Sarracenia purpurea die urtümlichste Art dar. Sarracenia purpurea subsp. venosa hat eine hellere Blüte (hellrot bis rot) als Sarracenia purpurea subsp. purpurea (dunkelrot bis violettrot). Der Blütenstängel erreicht eine Höhe von 20 bis 40 Zentimetern. Die Blütezeit beginnt ab Mitte März.
Je nach Autor gibt es bei Sarracenia purpurea Unterarten, Varietäten und Formen:
- Sarracenia purpurea L. subsp. purpurea:
  - Sarracenia purpurea subsp. purpurea f. heterophylla (Eaton) Fernald
- Sarracenia purpurea subsp. venosa (Raf.) Wherry
  - Sarracenia purpurea subsp. venosa var. burkii D.E.Schnell
    - Sarracenia purpurea subsp. venosa var. burkii f. luteola Hanrahan & James M. Mill.

  - Sarracenia purpurea subsp. venosa var. montana D.E.Schnell & Determann